# 24e bataillon de chasseurs alpins
Le 24e bataillon de chasseurs alpins — Bataillon de la Garde — est une unité militaire de l'infanterie alpine française (chasseurs alpins) 24e BCA, puis de l'infanterie mécanisée, 24e GCP qui participa notamment aux deux conflits mondiaux ; créée en 1871, elle est dissoute en 1991.

## Création et différentes dénominations
- 1854 : création du bataillon de chasseurs à pied de la Garde.
- 1871 : renommé 24e bataillon de chasseurs à pied (24e BCP), avec l'avènement de la Troisième République.
- 1889 : devient officiellement le 24e bataillon alpin de chasseurs à pied[1] (24e BACP).
- 1916 : devient le 24e bataillon de chasseurs alpins.
- 1940 : dissolution du bataillon.
- 1940 : nouvelle création du 24e BCA dans le cadre de l’armée d'armistice.
- 1942 : dissolution, à la suite de l'occupation de la zone libre.
- 1944 : recréation comme 24e bataillon de chasseurs à pied.
- 1956 : renommé 24e bataillon de chasseurs portés.
- 1er mars 1960 : renommé 24e groupe de chasseurs portés.
- 23 mai 1968 : renommé 24e groupe de chasseurs mécanisés.
- 15 juillet 1975 : renommé 24e groupe de chasseurs.
- 15 juin 1991 : dissolution du bataillon.
- 1993 : devient le CIECM – 24e BCA[2].
- 2008 : dissolution.

## Historique des garnisons, campagnes et batailles

### Second Empire
Le bataillon participe à la bataille de Solférino le 24 juin 1859 lors de laquelle il prend un drapeau à l'ennemi ; il reçoit la Légion d'honneur à Milan des mains de Napoléon III[réf. nécessaire].

### De 1871 à 1914

Clairon du en 1891.

Le 15 octobre 1876, le 24e BCA arrive à Villefranche-sur-Mer, ville qui restera son lieu de garnison principal jusqu'à la Grande Guerre.

### Première Guerre mondiale

#### Rattachements successifs
- 29e division d'infanterie d'août à novembre 1914.
- 47e division d'infanterie de janvier 1915 à mai 1916.
- 66e division d'infanterie de mai 1916 à novembre 1918.

#### 1914

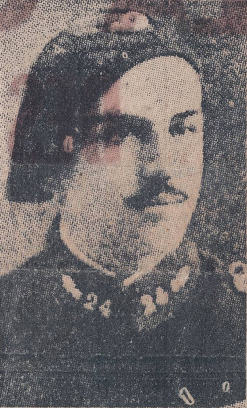
Le chasseur Léo Coti du pendant la guerre.

En garnison à Villefranche 29e division d'infanterie – 15e corps d'armée.
- Offensive IIe Armée en Lorraine
  - 18 août : Dieuze
  - 20 août : Bataille de Morhange : Dieuze
- Victoires de Lorraine
  - 28 août : Xermamenil
  - 29 août : Lamath
- Bataille de la Woëvre et des Hauts-de-Meuse :
  - 28 octobre : Bois de Forges
- Belgique :
  - Novembre-décembre : Ypres

#### 1915
De février à juillet il participe à la bataille du Reichackerkopf.
- Juin-octobre : opération à la bataille du Linge : enlèvement des sommets d'Alsace.
- Vers le 20 juillet, combats violents au Reichackerkopf. Le chef de corps, le commandant Joseph Nicolas, est tué le 21.

#### 1916
Bataille de la Somme :
- Route Cléry-Maurepas ;
- Juillet-septembre : Cléry ;
- 6 octobre : Sailly-Saillisel.

#### 1917

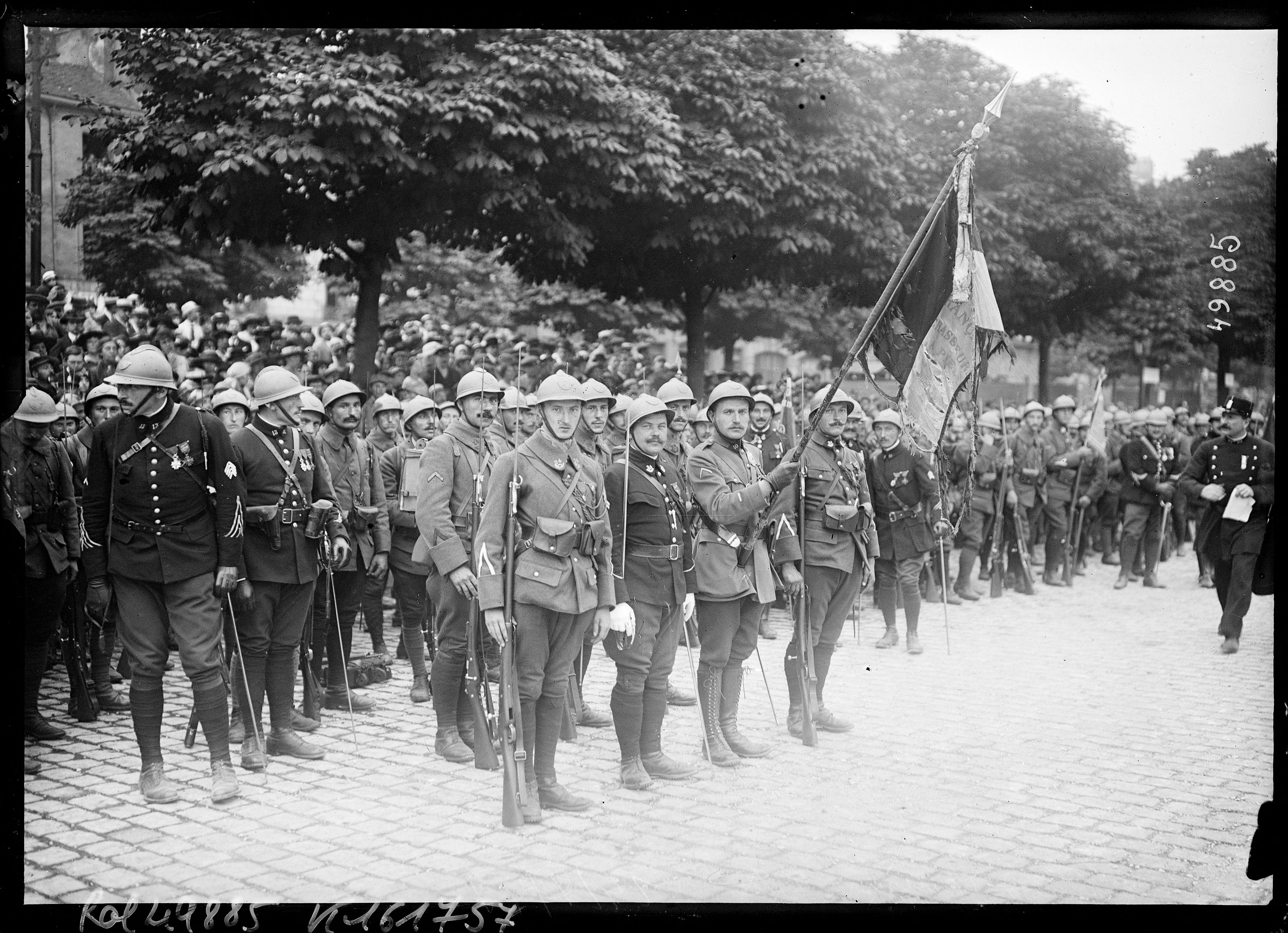
Chasseurs du (au centre), autour du drapeau des chasseurs le 14 juillet 1917.

- 30 juillet : Bataille du Chemin des Dames
- 23 octobre : Bataille de la Malmaison

#### 1918
- Somme :
  - 12 juillet : Bois des Brouettes, le Gros Hêtre, Castel ;
  - 23 juillet : Bois en Z ;
  - Morisel.
- Picardie :
  - 8 août : Moreuil
- Aisne :
  - Plateau de Moisy ;
  - Mont des Singes.

### Entre-deux-guerres
- Campagne en Pologne en Haute-Silésie (1919-1920)

En garnison à Villefranche-sur-Mer, il forme, à partir du 15 juillet 1920, la 6e demi-brigade de chasseurs alpins (6e DBCA) avec le 22e BCA  de Nice et le 25e  BCA de Menton. La 6e DBCA constitue, avec le 3e régiment d'infanterie alpine, la 57e brigade d'infanterie de la 29e division d'infanterie.
Les trois bataillons de la demi-brigade participent à l'occupation de la Ruhr de mai à décembre 1923. En septembre, le 24e BCA part avec le 25e au Maroc pour la guerre du Rif, jusqu'en novembre 1925.

### Seconde Guerre mondiale
Après la mobilisation de 1939, le 24e BCA fait toujours partie de la 6e DBCA de la 29e division d'infanterie alpine, avec le 25e BCA et le 65e BCA. Ils rejoignent la Lorraine en novembre 1939. Fin mai 1940 et en juin, les bataillons sont engagés sur l'Oise et sur la Somme au cœur de la Bataille de France. La plupart de l'unité est capturée le 19 juin 1940 près de Lamotte-Beuvron.
- De 1940 au 27 novembre 1942, armée d'armistice en garnison à Hyères dans le Var avec le 25e BCA. Peu avant l'invasion allemande du camp retranché de Toulon, un plan d'évasion du 24e sur l'AFN est élaboré avec la marine. L'arrivée des troupes italo-allemandes met fin à ce rêve…
- Recréé comme 24e BCP, participe à la libération du col de Larche (frontière franco-italienne vallée de l'Ubaye),
- Occupation du Val Stura en territoire italien, du 26 avril au 21 juin 1945.

### De 1945 à nos jours
- Occupation de l'Allemagne : 
Le 27 juillet le bataillon est intégré à la 5e DB et rejoint l'Allemagne. Il s'installe à Landau in der Pfalz du 28 mars au 2 juillet 1946, date à laquelle il se déplace vers Kaiserslautern où il prend ses quartiers jusqu'en mars 1951. Il déménage du 11 au 16 mars 1951 et s'installe à Bad Bergzabern jusqu'à la fin mars 1960.
À partir du 1er avril 1960, il est à Tübingen, Quartier Maud'huy, unité d'infanterie de la 5e brigade blindée[5], élément de la 3e division (PC à Fribourg-en-Brisgau) et enfin à nouveau au sein de la 5e DB. Il prend les Quartiers occupés jusqu'alors par le 20e Bataillon de Chasseurs Portés.
- Le bataillon est dissous le 15 juin 1991.
- En juillet 1993, le Centre d’instruction et d’entraînement au combat en montagne (CIECM) se voit confier les traditions du bataillon de chasseurs à pied de la Garde impériale / 24e bataillon (alpin puis mécanisé) et prend l'appellation de « Centre d’instruction et d’entraînement au combat en montagne – 24e bataillon de chasseurs alpins ».
- En juillet 1999, le CIECM perd sa double appellation mais conserve néanmoins les traditions et le patrimoine du 24e BCA et s'attache à perpétuer l'esprit « Chasseur ».
- En juillet 2008, dissolution du CIECM.

## Traditions

### Insigne
Le 24e bataillon a eu quatre insignes :
1. Le coq en cor ;
2. un écusson – rassemblant le marabout, la légion d'honneur, le bâton de maréchal (Pétain), l'aigle – dans le cor ;
3. L'aigle impériale – tenant dans ses serres le Drapeau autrichien pris à Solférino – dans le cor ;
4. À nouveau le coq en cor.

### Devise
« Bataillon de la Garde »

### Drapeau
Comme tous les autres bataillons de chasseurs ou groupes de chasseurs, il ne dispose pas de son propre drapeau. Il n'existe qu'un seul drapeau pour tous les bataillons de chasseurs à pied et de chasseurs alpins, lequel passe d'un bataillon à un autre durant la campagne 1914-1918. En revanche chaque bataillon possède son propre fanion.
Toutefois, alors que tous les bataillons de chasseurs à pied ont un fanion bleu et jonquille, le 24e, héritier du bataillon de chasseurs à pied de la Garde impériale de Napoléon III, a un fanion vert et jonquille,.

### Décorations
Il est décoré de la Croix de guerre 1914-1918 avec quatre palmes (quatre citations à l'ordre de l'armée) puis deux étoiles de vermeil (deux citations à l'ordre du corps d'armée) et deux étoiles d'argent (deux citations à l'ordre de la division).
Il reçoit la fourragère aux couleurs de la Médaille militaire le 10 décembre 1918.
Il est décoré de la Légion d'Honneur IIe Empire, rappel de la LH décernée au drapeau du Bataillon de la Garde après le fait d'armes à Solférino, autorisation de port du MinDef dans les années 80 (cf lettre du ministère dans les archives du 24).

### Chant
Refrain du bataillon : "Tout le long du bois j'ai baisé Jeannette, Tout le long du bois j'l'ai baisée trois fois !",.

## Chefs de corps
- 1870-1875 : chef de bataillon Hermieu
- 1875-1880 : chef de bataillon Lucas
- 1880-1882 : chef de bataillon Caze
- 1882-1890 : chef de bataillon de Battisti
- 1890-1892 : chef de bataillon Didier
- 1892-1904 : chef de bataillon Rostand
- 1905-1908 : chef de bataillon Trouchaud
- 1908-1914 : chef de bataillon Papillon-Bonnot
- 1914 : chef de bataillon Nicolas
- 1915 : commandant Dauvergne
- 1916 : commandant Meilhan
- 1916 : commandant De Castex (tué le 23/10/17)
- 1917 : chef de bataillon Jullien
- 1918 : chef de bataillon Mellier
- 1918 : commandant Raoult
- 1922 à 1927 : chef de bataillon Petitpas
- 1927 à 1928 : chef de bataillon Bosson
- 1928 à 1930 : chef de bataillon Béthouart
- 1930 à 1932 : chef de bataillon Debeney
- 1932 à 1934 : chef de bataillon Georges Loustaunau-Lacau
- 1934 à ???? : chef de bataillon Buot de l'Epine
- ???? à 1940 : chef de bataillon Montvignier-Monnet
- 1940 à 1941 : chef de bataillon Valo
- 1940 à 1940 : chef de bataillon Curet (intérim pendant la captivité de Valo d'août à décembre)
- 1940 à 1940 : chef de bataillon Guillevic Jean-Louis (intérim pendant la captivité de Valo d'août à décembre)
- 1941 à 1942 : chef de bataillon Moillard
- 1944 à 1946 : commandant Marey
- 1946 à 1947 : commandant Dalstein
- 1947 à 1948 : commandant Robbe
- 1948 à 1950 : lieutenant-colonel Semon
- 1950 à 1952 : lieutenant-colonel Berthe de Pommery
- 1952 à 1954 : lieutenant-colonel de Pianelli
- 1954 à 1956 : colonel Gérard Lecointe
- 1956 à 1958 : chef de bataillon Le Henry
- 1958 à 1961 : lieutenant-colonel Ferre
- 1961 à 1963 : colonel Jacquin
- 1963 à 1965 : colonel Favereau
- 1965 à 1967 : colonel Georges Galzy
- 1967 à 1969 : colonel Marcel Bilhou Nabera
- 1969 à 1971 : colonel Houitte de la Chesnais
- 1971 à 1973 : Lt-Colonel puis Colonel Boursier
- 1973 à 1975 : colonel Fennebresque,
- 1975 à 1977 : colonel Guy Morhain
- 1977 à 1979 : colonel Bernard Gillis
- 1979 à 1981 : colonel Max Berthier
- 1981 à 1983 : colonel Guy Doly
- 1983 à 1985 : colonel René Andrieu
- 1985 à 1987 : colonel Pierre Coursier
- 1987 à 1989 : colonel Dominique Klotchkoff
- 1989 à 1991 : colonel Jean-Claude Monnet
- CIECM - 24e BCA
- 1993 à 1995 : Lieutenant-colonel Anglès-d'Auriac Philippe
- 1995 à 1997 : Lieutenant-colonel Auzias
- 1997 à 1999 : lieutenant-colonel Bruno Beth
- 1999 : dissolution du 24e Bataillon, mais le CIECM garde les traditions (dont le fanion) du 24, même s'il en perd l'appellation.

## Personnalités ayant servi au sein du bataillon
- Philippe Pétain (1856-1951), maréchal français, sous-lieutenant au 24e BACP de 1878 à 1883.
- Léo Coti (1894-1923), footballeur français, chasseur au 24e en 1914-1917.
- Antoine Béthouart (1889-1982), général français, chef de corps du bataillon de 1928 à 1930, Compagnon de la Libération.
- Lucien Cambas (1916-1961), résistant français, Compagnon de la Libération.
- Bernard Prévost (né en 1943), préfet français, directeur-général de la Gendarmerie. Lieutenant en 1967 à Tübingen (FFA).
- Joseph Darnand (1897-1945), militaire et homme politique français, secrétaire général de la Milice, fusillé en octobre 1945.

## Sources et bibliographie
- Bataillon de chasseurs durant la grande guerre
- Citations collectives des bataillons de chasseurs de 1914-1918
- Historique du 24e BCAP de 1914 à 1918
- Michel Turpin et Albert Malloire, Le 24e bataillon de chasseurs/bataillon de la garde impériale, paris, éditions Berger-Levrault, 1959
- Collectif, Bataillon de la garde - 24e groupe de chasseurs, brochure éditée en 1987 par l'atelier d'impression de l'Armée de terre no 3